# Acasis miracula
Acasis miracula là một loài bướm đêm trong họ Geometridae.